# Ander (film)
Ander je španělský hraný film z roku 2009, který režíroval Roberto Castón podle vlastního scénáře. Film zachycuje vztah baskického farmáře a peruánského imigranta. V ČR byl uveden v roce 2010 na filmovém festivalu Febiofest.

## Děj
Ander žije na rodinné farmě v horách se svou mladší sestrou Aranchou a matkou. Stará se o farmu a pracuje v továrně v blízkém městě. Jeho monotónní život občas zpestří popíjení s kamarádem Peiem a návštěva prostitutky Reme. Arancha má před svatbou a právě v té době se Ander při pádu zraní a zlomí si nohu. Jeho nastávající švagr mu doporučí přijmout na výpomoc mladíka Josého z Peru, který v okolí vypomáhá na statcích víceméně za byt a stravu. Mezi oběma muži se začne vytvářet přátelství, které po čase přejde k sexuálnímu kontaktu. Ander se následně odcizí a po náhlé smrti matky se uzavře do sebe. Reme, která Adreův vztah v Josému pochopila, ho přiměje, aby Josého nechal na statku.

## Obsazení
| Joxean Bengoetxea  | Ander          |
| Christian Esquivel | José           |
| Mamen Rivera       | Reme           |
| Pako Revuelta      | Peio           |
| Pilar Rodríguez    | Anderova matka |
| Leire Ucha         | Arancha        |
| Pedro Otaegi       | Evaristo       |